# Землі загального користування
Землі загального користування — земельні ділянки, режим користування якими відзначається найбільшою загальнодоступністю. Являють собою як незабудовані, так і забудовані території, у складі різних категорій земель земельного фонду.

В містах, селищах і сільських населених пунктах, землі загального користування складаються з земель шляхів сполучення (площі, вулиці, провулки, проїзди (в межах червоних ліній), дороги, набережні), земель для задоволення культурно-побутових потреб населення (парки, лісопарки, сквери, сади, бульвари, водойми, пляжі), полігонів для захоронення неутилізованих промислових відходів, полігонів побутових відходів і сміттєпереробних підприємств, та інших земель, що служать для задоволення потреб міста, селища, сільського населеного пункту.